# Budy Lucieńskie
Budy Lucieńskie (prononciation : [ˈbudɨ luˈt͡ɕɛɲskʲɛ]) est un village polonais de la gmina de Gostynin dans le powiat de Gostynin de la voïvodie de Mazovie dans le centre-est de la Pologne.

## Histoire
De 1975 à 1998, le village appartenait administrativement à la voïvodie de Płock.